# Cotinga metàl·lica

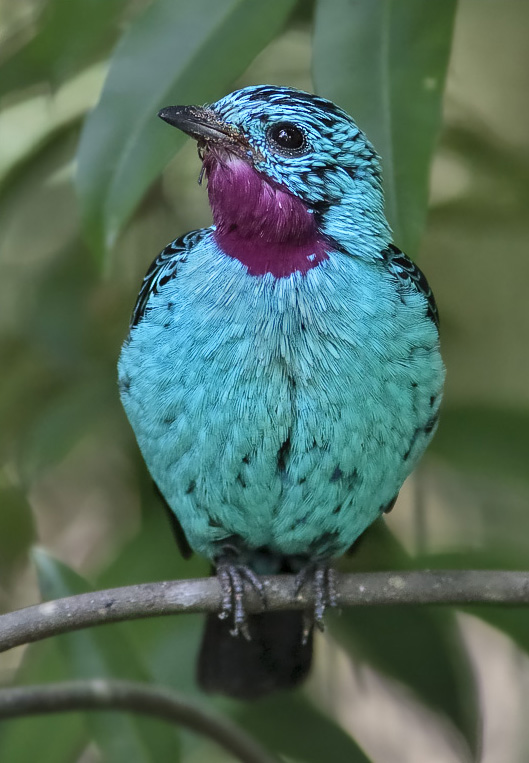
Cotinga cayana

La cotinga metàl·lica (Cotinga cayana) és un ocell de la família Contingidae de l'ordre Passeriformes, que viu als boscos i selves del nord d'Amèrica del Sud. L'espècie presenta un clar dimorfisme sexual. Els mascles mostren un plomatge molt vistós i acolorit, mentre que les famelles són de colors marronosos.